# Teniente Jorge Henrich Arauz Airport
Teniente Jorge Henrich Arauz Airport är en flygplats i Bolivia.   Den ligger i departementet Beni, i den centrala delen av landet, 500 km norr om huvudstaden Sucre. Teniente Jorge Henrich Arauz Airport ligger 155 meter över havet.
Terrängen runt Teniente Jorge Henrich Arauz Airport är mycket platt. Närmaste större samhälle är Trinidad, 2,5 km sydost om Teniente Jorge Henrich Arauz Airport.
Omgivningarna runt Teniente Jorge Henrich Arauz Airport är huvudsakligen savann. Runt Teniente Jorge Henrich Arauz Airport är det mycket glesbefolkat, med 7 invånare per kvadratkilometer.